# Maria Ursula Christen
Maria Ursula Christen († 1598 oder 1607) war erste Frau Mutter des Klosters St. Josef in Muotathal nach der Wiederbesiedlung 1590.

## Leben
Maria Ursula Christen stammte aus Beromünster und war wahrscheinlich die Tochter des Niederwiler Untervogts Hans Christen und der Barbara Stocker. Ihr Onkel Nikolaus Christen war Magister und nahm als katholischer Vertreter an der Berner Disputation von 1526 (sic!) teil. Sie wurde Franziskanische Terziarin und trat in das Luzerner Schwesternhaus ein.
Von Luzern wurde Christen um 1590 in das nach Pest und Reformationswirren verlassene Muotathaler Kloster gesandt. Sie stand diesem bis zu ihrem Rücktritt 1598 vor. Den langsam wachsenden Konvent unterrichtete Christen in der Drittordensregel und organisierte das klösterliche Leben. Der vorbildliche Lebenswandel trug ihr den Ruf der Heiligkeit ein. Als Todesjahr werden 1598 und 1607 genannt.

## Belege
1. 1 2  Urban Fink: Maria Ursula Christen. In: Historisches Lexikon der Schweiz.  23. Februar 2005.
2. 1 2  Helvetia Sacra, Band V/1, S. 681.

| Personendaten    | Personendaten           |
| ---------------- | ----------------------- |
| NAME             | Christen, Maria Ursula  |
| KURZBESCHREIBUNG | Schwyzer Franziskanerin |
| GEBURTSDATUM     | vor 1560                |
| STERBEDATUM      | 1598 oder 1607          |